# Hubertella orientalis
Espèce
Synonymes
- Hubertia orientalis Georgescu, 1977

Hubertella orientalis est une espèce d'araignées aranéomorphes de la famille des Linyphiidae.

## Distribution
Cette espèce est endémique du Népal.

## Publication originale
- Georgescu, 1977 : La description d'un nouveau genre d'araignée de Népal, Hubertia orientalis n.g., n.sp. (Micryphantidae). Travaux de l'Institut de spéologie Emile Racovitza, vol. 16, p. 71-75.